# 愛宕下 (盛岡市)
愛宕下（あたごした）は、岩手県盛岡市の地名。住居表示未実施。

## 地理
岩手県盛岡市南西部に位置する。
域内は宅地はなく、ホテルや墓地等が存在する他は、山林となっている。

## 歴史
かつては三割村のうち町場を中心とする地域であった。もとは、三ツ割字愛宕下であり、昭和20年（1945年）に、愛宕下の町名となる。地名は、寛永15年（1638年）に愛宕堂が建立され、所在する山を愛宕山と呼ぶようになり、その山の南麓の地域を愛宕下と呼んだもの。昭和39年（1964年）に住居表示の実施により、大部分が山岸一丁目、愛宕町となり、現在の町域となる。

## 世帯数と人口
2020年（令和2年）10月1日現在の世帯数と人口は以下の通りである。域内に住宅はなく、居住者は存在しない。
| 大字・丁目 | 世帯数 | 人口 |
| ---------- | ------ | ---- |
| 愛宕下     | 0世帯  | 0人  |

## 交通

### 鉄道
域内に鉄道駅は存在しない。山岸駅が最寄り駅となる。

## 施設
- 盛岡グランドホテル
- 愛宕山展望台

### 書籍
- 「角川日本地名大辞典」編纂委員会 編『角川日本地名大辞典 3 岩手県』角川書店、1985年。ISBN 4-04-001030-2。